# 贾贵荣
贾贵荣（1961年12月—2020年4月21日），女，山东定陶人，中国古籍出版工作者，国家图书馆出版社原总编辑。

## 生平
1961年生于山东省定陶县。1983年毕业于山东大学历史系，1987年获历史学硕士学位。后在山东省图书馆从事古籍整理编目与研究工作。1999年在北京林业大学中国林业史研究室工作。2000年1月入职北京图书馆出版社（现国家图书馆出版社），从事古籍影印编辑出版工作。2003年起担任编辑室主任，2004年获评编审职称。2007年担任总编辑助理，2008年担任副总编辑。2012年10月升任总编辑。2014年获第三届中国出版政府奖优秀编辑奖。2016年12月退休。2020年4月21日12时25分在北京海军总医院逝世。

## 出版物
主编《新中国古籍影印丛书总目·全三册》《清代名人奏疏丛刊·全二十册》《稀见清代民国丛书五十种·全九十六册》《地方志灾异资料丛刊·全三十五册》《民国期刊资料分类汇编》《春秋战国史研究文献丛刊·全十六册》《历代陶文研究资料选刊续编·全三册》《九通拾补·全八册》《历代名人谥号谥法文献辑刊·全四册》《清代民国藏书家年谱·全六册》《日本藏·汉籍善本书志书目集成·全十册》《宋元版书目题跋辑刊·全四册》《疑年录集成·全九册》《文苑英华校记·全十册》等。